# Sternensommer
Sternensommer ist eine deutsche Kinder- und Jugend-TV-Serie, die ab 3. Januar 1981 im ZDF erstausgestrahlt wurde. Das Drehbuch zur Serie lieferte Justus Pfaue, für die Produktion verantwortlich war Magnet Film. Ursprünglich waren wohl 12 Folgen geplant, letztlich sind aus Kostengründen doch nur 6 produziert worden.

## Handlung
Jochen Feucht zieht mit seiner Familie in eine fremde Stadt, da sein Vater dort eine Stelle als Betriebsleiter des hiesigen Chemie-Werks antreten soll. Dieses Werk bereitet seit geraumer Zeit den Einheimischen großes Kopfzerbrechen, da mysteriöse Dinge vor sich gehen. Immer öfter kommt es zu Störfällen und besonders der Smog, der seinen Ursprung im Werk hat, macht der Bevölkerung zu schaffen.
Jochen freundet sich mit Michael Glasuschek an, dem Enkel von Herrn Glasuschek, der ein Antikwarengeschäft führt. Herr Glasuschek bekommt seit kurzem Besuch von einer unheimlich wirkenden Dame, die sich Frau Dr. Markward nennt und ein besonderes Interesse an dem Geschäft und an einer Puppe hat, die eigentlich unverkäuflich ist. Diese Puppe, die zeitweise lebendig werden kann, ist ein Abbild ihres Gefährten Tobias.
Jochen und Michael beobachten eines Abends die Sterne; da machen sie eine unheimliche Bekanntschaft. Plötzlich steht ein alter Mann, der sich als Lodeweik vorstellt, mit einem merkwürdig kleinen Baum im Raum. Er erzählt ihnen, dass er vom Planeten Krypton auf die Erde gekommen sei und Hilfe brauche, da der Planet Xenon Krypton vernichten wolle und dass sogar die ganze Erde in Gefahr sei. Weiter berichtet er von dem Konflikt zwischen Krypton, einem Planeten der Kälte, und Xenon, auf dem eine Gluthitze herrsche.
Wie sich herausstellt, sind Frau Markward und ihr mysteriöser Begleiter Tobias Abgesandte des Planeten Xenon, die Lodeweik verfolgen und stellen sollen. Für die Erde planen sie eine Reihe von Katastrophen und benutzen das Chemiewerk als geheimen Stützpunkt.
Im Laden von Glasuscheck befindet sich ein alter Spiegel, mit dem Markward und Tobias sich durch die Zeit bewegen können.
Es beginnt eine wilde Verfolgungsjagd gegen Lodeweik. Auch Herr Feucht erkennt zunehmend die Gefahr, die besonders von dem Kraftwerk ausgeht, und arbeitet mit Nachdruck an einer Lösung. Dabei bringt er sich selbst in Bedrängnis und entgeht nur knapp einem Anschlag.
Michael und Jochen freunden sich mit Lodeweik an und versuchen, diesem zu helfen, so weit ihre Kräfte reichen.

## Episoden
1. Unheimlicher Besuch
2. Der Mann, der in die Kälte geht
3. Tobias schaltet sich ein
4. Lodeweik hat das Nachsehen
5. Frau Markward spielt Harfe
6. Eine Chance für alle

## DVD-Veröffentlichung
Die Serie Sternensommer ist seit dem 15. Januar 2010 auf DVD erhältlich. Verantwortlich hierfür zeichnet die Universum Film GmbH. Die Spieldauer beträgt etwa 300 Minuten.